# EvaMarie Lindahl
EvaMarie Kristina Lindahl, född 1 december 1976 i Viken, är en svensk tecknare.
EvaMarie Lindahl utbildade sig på Gotlands konstskola 1998-2000, Umeå Konsthögskola 2003–05, Det Fynske Kunstakademi i Odense) 2002–03 samt 2005–08 på Malmö Konsthögskola, där hon tog en magisterexamen i fri konst. Hon har haft separatutställningar på Stene Projects i Stockholm, Galleri Arnstedt i Östra Karup och Galleri Ping Pong i Malmö och deltagit i grupputställningar på bland andra Ystad konstmuseum, Uppsala konstmuseum, Malmö Konsthall och Bonniers Konsthall, Stockholm. 
Under 2014 skapade hon i samarbete med Ditte Ejlerskov utställningen About the Blank Pages som tar utgångspunkt i uppfattad brist på kvinnliga konstnärer i konstboksförlaget Taschens utgivning.
Hennes teknik är främst blyertsteckning, och genom tecknandet undersöker hon historiska skeenden och förhållanden, särskilt sådana där maktrelationer läggs i dager. Vårt behov av och längtan efter att dominera, definiera och tämja den andre – oavsett om det gäller natur, djur eller icke-västerländska människor – är ett återkommande tema.

## Stipendier i urval
- 2009 – Malmö Kulturstöds tvååriga ateljéstipendium
- 2009 – Konstnärsnämndens ettåriga arbetsstipendium
- 2008 – Maria Bonnier Dahlins stipendium[3]
- 2008 – Stipendium från Stiftelsen Anna-Lisa Thomson Till Minne[4]